# All-Star Game de la NBA 1977
El 27º All-Star Game de la NBA de la historia se disputó el día 13 de febrero de 1977 en el Milwaukee Arena de la ciudad de Milwaukee, Wisconsin. El equipo de la Conferencia Este estuvo dirigido por Gene Shue, entrenador de Philadelphia 76ers y el de la Conferencia Oeste por Larry Brown, de Denver Nuggets. La victoria correspondió al equipo del Oeste, por 125-124, siendo elegido MVP del All-Star Game de la NBA el alero de los Philadelphia 76ers Julius Erving, a pesar de que su equipo salió derrotado, al conseguir 30 puntos, 12 rebotes y 3 asistencias, en su primer All-Star en la NBA, después de cinco apariciones en el de la ABA. Pero el héroe del partido fue Paul Westphal, de Phoenix Suns, que anotó dos canastas decisivas y consiguió un robo de balón en los últimos instantes del partido, que finalmente decantaron la balanza a favor del equipo del Oeste. Igualado con el "Dr. J" como máximo anotador del partido estuvo Bob McAdoo, de Buffalo Braves, que además capturó 10 rebotes.
Fue el primer All-Star de varias figuras que procedían de la extinta ABA, y que alcanzaron los méritos suficientes para ser incluidos posteriormente en el Basketball Hall of Fame, tales como Moses Malone, George Gervin, David Thompson, Dan Issel o el propio Erving.

## Estadísticas

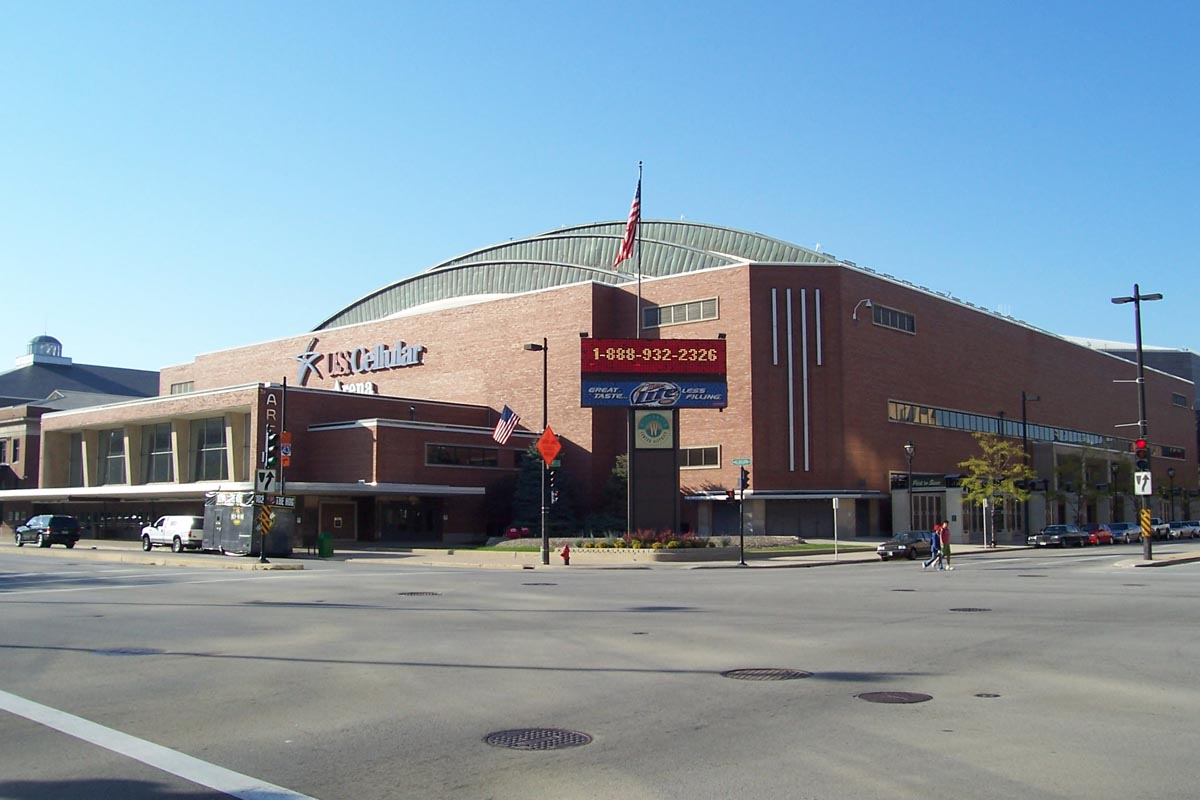
El Milwaukee Arena, sede del All-Star de 1977.

### Conferencia Oeste
| CONFERENCIA OESTE                |                                        |                                        |                                        |                                        |                                        |                                        |                                        |                                        |
| Jugador, Equipo                  | MIN                                    | TCA                                    | TCI                                    | TLA                                    | TLI                                    | REB                                    | AST                                    | PTS                                    |
| Bobby Jones, Denver              | 14                                     | 1                                      | 4                                      | 0                                      | 0                                      | 0                                      | 3                                      | 2                                      |
| David Thompson, Denver           | 29                                     | 7                                      | 9                                      | 4                                      | 6                                      | 7                                      | 3                                      | 18                                     |
| Dan Issel, Denver                | 10                                     | 0                                      | 3                                      | 0                                      | 0                                      | 1                                      | 0                                      | 0                                      |
| Paul Westphal, Phoenix           | 31                                     | 10                                     | 16                                     | 0                                      | 0                                      | 1                                      | 6                                      | 20                                     |
| Norm Van Lier, Chicago           | 14                                     | 1                                      | 3                                      | 0                                      | 0                                      | 1                                      | 1                                      | 2                                      |
| Kareem Abdul-Jabbar, Los Angeles | 23                                     | 8                                      | 14                                     | 5                                      | 6                                      | 4                                      | 2                                      | 21                                     |
| Rick Barry, Golden State         | 29                                     | 7                                      | 16                                     | 4                                      | 4                                      | 4                                      | 8                                      | 18                                     |
| Phil Smith, Golden State         | 28                                     | 6                                      | 13                                     | 1                                      | 2                                      | 6                                      | 8                                      | 13                                     |
| Don Buse, Indiana                | 19                                     | 2                                      | 4                                      | 0                                      | 0                                      | 2                                      | 5                                      | 4                                      |
| Billy Knight, Indiana            | 12                                     | 1                                      | 5                                      | 2                                      | 2                                      | 5                                      | 0                                      | 4                                      |
| Bob Lanier, Detroit              | 20                                     | 7                                      | 8                                      | 3                                      | 3                                      | 10                                     | 4                                      | 17                                     |
| Maurice Lucas, Portland          | 11                                     | 3                                      | 9                                      | 0                                      | 0                                      | 4                                      | 2                                      | 6                                      |
| Bill Walton, Portland            | Seleccionado, pero no jugó por lesión. | Seleccionado, pero no jugó por lesión. | Seleccionado, pero no jugó por lesión. | Seleccionado, pero no jugó por lesión. | Seleccionado, pero no jugó por lesión. | Seleccionado, pero no jugó por lesión. | Seleccionado, pero no jugó por lesión. | Seleccionado, pero no jugó por lesión. |
| Totales                          | 240                                    | 53                                     | 104                                    | 19                                     | 23                                     | 45                                     | 42                                     | 125                                    |

MIN: Minutos. TCA: Tiros de campo anotados. TCI: Tiros de campo intentados. TLA: Tiros libres anotados. TLI: Tiros libres intentados. REB: Rebotes. AST: Asistencias. PTS: Puntos

### Conferencia Este
| CONFERENCIA ESTE              |                                        |                                        |                                        |                                        |                                        |                                        |                                        |                                        |
| Jugador, Equipo               | MIN                                    | TCA                                    | TCI                                    | TLA                                    | TLI                                    | REB                                    | AST                                    | PTS                                    |
| Julius Erving, Philadelphia   | 30                                     | 12                                     | 20                                     | 6                                      | 6                                      | 12                                     | 3                                      | 30                                     |
| George McGinnis, Philadelphia | 26                                     | 2                                      | 9                                      | 0                                      | 2                                      | 7                                      | 2                                      | 4                                      |
| Bob McAdoo, Buffalo           | 38                                     | 13                                     | 23                                     | 4                                      | 4                                      | 10                                     | 2                                      | 30                                     |
| Doug Collins, Philadelphia    | 21                                     | 3                                      | 6                                      | 2                                      | 2                                      | 2                                      | 6                                      | 8                                      |
| Pete Maravich, New Orleans    | 21                                     | 5                                      | 13                                     | 0                                      | 0                                      | 0                                      | 4                                      | 10                                     |
| John Havlicek, Boston         | 17                                     | 2                                      | 5                                      | 0                                      | 0                                      | 1                                      | 1                                      | 4                                      |
| Earl Monroe, New York         | 15                                     | 2                                      | 7                                      | 0                                      | 0                                      | 0                                      | 3                                      | 4                                      |
| Jo Jo White, Boston           | 15                                     | 5                                      | 7                                      | 0                                      | 0                                      | 1                                      | 2                                      | 10                                     |
| Elvin Hayes, Washington       | 11                                     | 6                                      | 6                                      | 0                                      | 0                                      | 2                                      | 1                                      | 12                                     |
| Rudy Tomjanovich, Houston     | 22                                     | 3                                      | 9                                      | 0                                      | 0                                      | 10                                     | 1                                      | 6                                      |
| Phil Chenier, Washington      | 12                                     | 3                                      | 6                                      | 0                                      | 0                                      | 1                                      | 1                                      | 6                                      |
| George Gervin, San Antonio    | 12                                     | 0                                      | 6                                      | 0                                      | 0                                      | 1                                      | 0                                      | 0                                      |
| Dave Cowens, Boston           | Seleccionado, pero no jugó por lesión. | Seleccionado, pero no jugó por lesión. | Seleccionado, pero no jugó por lesión. | Seleccionado, pero no jugó por lesión. | Seleccionado, pero no jugó por lesión. | Seleccionado, pero no jugó por lesión. | Seleccionado, pero no jugó por lesión. | Seleccionado, pero no jugó por lesión. |
| Totales                       | 240                                    | 56                                     | 117                                    | 12                                     | 14                                     | 47                                     | 26                                     | 124                                    |

MIN: Minutos. TCA: Tiros de campo anotados. TCI: Tiros de campo intentados. TLA: Tiros libres anotados. TLI: Tiros libres intentados. REB: Rebotes. AST: Asistencias. PTS: Puntos